# 滇黔黄檀
滇黔黄檀（学名：Dalbergia yunnanensis）为豆科黄檀属下的一个种。其种加词 yunnanensis 意为“云南的”。